# John Noble Wilford
Pour les articles homonymes, voir Wilford.
John Noble Wilford est un auteur et journaliste scientifique américain né le 4 octobre 1933 à Murray.
Il a notamment travaillé pour le New York Times et sur des travaux d'astronautiques (Apollo 11 et Accident de la navette spatiale Challenger).
Wilford a reçu le prix Pulitzer du rapport national  en 1984 et le Carl Sagan Award for Public Appreciation of Science (en) en 2001.